# Zeitschrift für Katalanistik
Zeitschrift für Katalanistik (o Revista d'Estudis Catalans en catalán) (Revista de estudios catalanes) es une revista científica sobre lingüística catalana, que fue fundada en 1988 por Tilbert Dídac Stegmann y Brigitte Schlieben-Lange. La revista la publica la Deutsch-Katalanische Gesellschaft (Sociedad germano-catalana), y tiene su sede en Friburgo de Brisgovia. La revista acepta artículos en todas las lenguas románicas (especialmente en catalán pero también en inglés y alemán. La mayoría de las materias de la revista tienen relación con la lingüística y la filología, pero también con la literatura catalana (por ejemplo un dossier sobre Salvador Espriu que apareció 25 años después de su muerte). Tiene una periodicidad anual, pero también se puede leer en línea.
Hoy día la revista está dirigida por seis personas (Roger Friedlein, Johannes Kabatek, Claus D. Pusch, Gerhard Wild y Tilbert Dídac Stegmann). El Institut Ramon Llull presta su apoyo a la revista.